# Jean-Marc Chouinard
Jean-Marc Chouinard (Montréal, 6 novembre 1963) è un ex schermidore canadese.

## Biografia
Ha partecipato ai Giochi della XXIII Olimpiade di Los Angeles nel 1984, ai Giochi della XXIV Olimpiade di Seul nel 1988, ai Giochi della XXV Olimpiade di Barcellona nel 1992 ed ai Giochi della XXVI Olimpiade di Atlanta nel 1996.

## Palmarès
In carriera ha conseguito i seguenti risultati:
- Giochi Panamericani:

Caracas 1983: oro nella spada a squadre ed argento individuale.
Indianapolis 1987: bronzo nella spada individuale.